# Václav Čepelák (fotbalista, 1898)
Václav Čepelák (14. srpna 1898 – ) byl český fotbalista, záložník.

## Fotbalová kariéra
Hrál za SK Viktoria Žižkov, SK Meteor VIII a SK Čechie Karlín. V nejvyšší soutěži nastoupil v letech 1925-1932 v 63 utkáních a dal 4 góly. 

## Ligová bilance
| Ročník                                       | Zápasy | Góly | Klub               |
| -------------------------------------------- | ------ | ---- | ------------------ |
| Asociační liga 1925                          | 1      | 0    | SK Viktoria Žižkov |
| Asociační liga 1925                          | 5      | 0    | SK Meteor VIII     |
| Středočeská 1. liga 1925/1926                | 22     | 3    | SK Meteor VIII     |
| Kvalifikační soutěž Středočeské 1. ligy 1927 | 4      | 0    | SK Meteor VIII     |
| Středočeská 1. liga 1927/1928                | 6      | 0    | SK Čechie Karlín   |
| Středočeská 1. liga 1928/1929                | 12     | 1    | SK Čechie Karlín   |
| 1. asociační liga 1929/1930                  | 12     | 0    | SK Čechie Karlín   |
| 1. asociační liga 1931/1932                  | 1      | 0    | SK Čechie Karlín   |
| CELKEM                                       | 63     | 4    |                    |